# Fuente de los Tres Caños

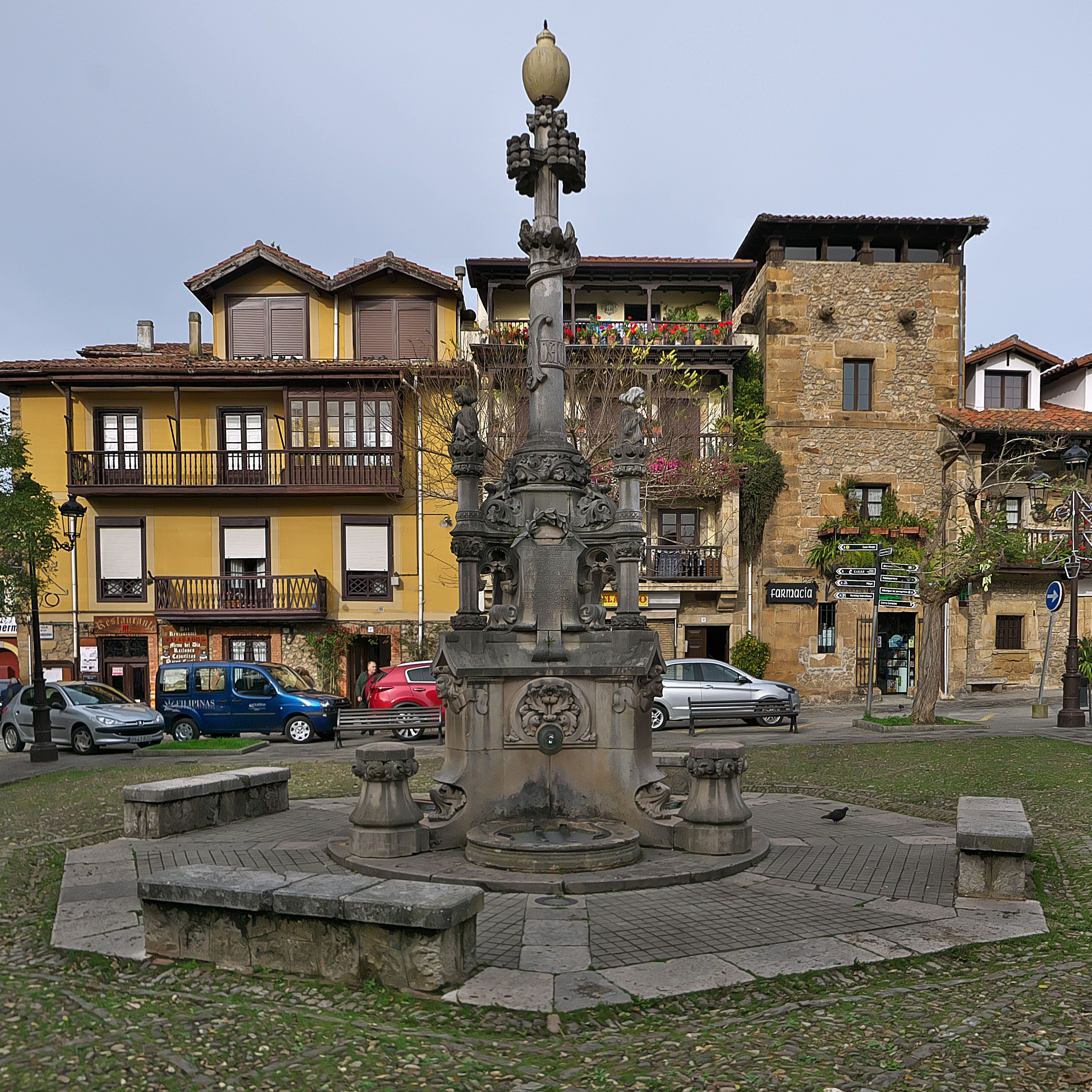
Plaza de los Tres Caños. En primer término, la fuente.

La fuente de los Tres Caños es una fuente monumental modernista diseñada por el insigne arquitecto catalán Lluís Domènech i Montaner y sita en Comillas, Cantabria (España), donde el arquitecto fue llamado a elaborar diversos proyectos. La fuente está en la plaza del mismo nombre y es un homenaje a Joaquín del Piélago, hijo político de Antonio López y López primer marqués de Comillas, por la canalización de las aguas de la villa. Se construyó en el año 1889.
El conjunto escultórico, que destaca por sus motivos vegetales -especialmente las cenefas florales- y figuraciones de ángeles, plantea una columna central sobre una base tripartita y una fuente en cada uno de los tres lados. Otros motivos ornamentales son un delfín enroscado, que supone el tema central, una cruz patada con botones en sus extremos, y textos de agradecimiento.